# 布恩縣 (肯塔基州)
布恩县（英語：Boone County）是美國肯塔基州最北部的一個縣，西、北隔俄亥俄河分別與印地安納州和俄亥俄州相望。面積666平方公里。根據美國2000年人口普查，共有人口85,991人。縣治伯靈頓 (Burlington)。
成立於1798年12月13日，縣政府成立於1799年6月1日。本縣紀念開發今日肯塔基州的丹尼爾·布恩(Daniel Boone)。